# Parascorpaena mossambica
Parascorpaena mossambica är en fiskart som först beskrevs av Peters, 1855.  Parascorpaena mossambica ingår i släktet Parascorpaena och familjen Scorpaenidae. Inga underarter finns listade i Catalogue of Life.